# Cornus clarnensis
Cornus clarnensis — вимерлий вид квіткових рослин із родини деренових (Cornaceae). Відомий виключно з відкладень середнього еоцену, відкритих на півночі центрального Орегону. Вид був вперше описаний із серії ізольованих викопних насінин у кремені.

## Морфологічна характеристика
Плоди, як правило, мають кулясту або еліпсоїдну форму, дво- чи трикутові. Плоди мають загальну довжину від 4.2 до 5.0 міліметрів і максимальну ширину від 3.8 до 4.4 міліметрів. Зовнішня поверхня має серію з приблизно десяти борозен, що йдуть поздовжньо від основи до вершини. Перегородка не має центрального судинного пучка, що вказує на розміщення в Cornaceae, тоді як загальна форма плоду підтверджує, що це вид Cornus.